# Run the Jewels 2
Run the Jewels 2 er det andet studiealbum af den amerikanske hiphop duo Run the Jewels, som består af rapper og producer El-P og rapper Killer Mike. Albummet blev udgivet den 24. oktober 2014.

## Spor
| Run the Jewels 2 | Run the Jewels 2                                                   | Run the Jewels 2                   | Run the Jewels 2                     | Run the Jewels 2 | Run the Jewels 2 | Run the Jewels 2 | Run the Jewels 2 | Run the Jewels 2 | Run the Jewels 2 |
| #                | Titel                                                              | Sangskriver(e)                     | Producer                             | Længde           |                  |                  |                  |                  |                  |
| ---------------- | ------------------------------------------------------------------ | ---------------------------------- | ------------------------------------ | ---------------- | ---------------- | ---------------- | ---------------- | ---------------- | ---------------- |
| 1.               | "Jeopardy"                                                         | Jaime Meline • Michael Render      | El-P • Little Shalimar               | 3:21             |                  |                  |                  |                  |                  |
| 2.               | "Oh My Darling Don't Cry"                                          | Meline • Render                    | El-P • Little Shalimar • Wilder Zoby | 3:24             |                  |                  |                  |                  |                  |
| 3.               | "Blockbuster Night, Pt. 1"                                         | Meline • Render                    | El-P                                 | 2:32             |                  |                  |                  |                  |                  |
| 4.               | "Close Your Eyes (And Count to Fuck)" (featuring Zack de la Rocha) | Meline • Render • Zack de la Rocha | El-P                                 | 3:54             |                  |                  |                  |                  |                  |
| 5.               | "All My Life"                                                      | Meline • Render                    | El-P • Little Shalimar               | 3:07             |                  |                  |                  |                  |                  |
| 6.               | "Lie, Cheat, Steal"                                                | Meline • Render                    | El-P • Little Shalimar • Boots       | 3:28             |                  |                  |                  |                  |                  |
| 7.               | "Early" (featuring Boots)                                          | Meline • Render • Jordan Cruz      | El-P • Little Shalimar               | 3:44             |                  |                  |                  |                  |                  |
| 8.               | "All Due Respect" (featuring Travis Barker)                        | Meline • Render • Travis Barker    | El-P • Little Shalimar • Wilder Zoby | 2:47             |                  |                  |                  |                  |                  |
| 9.               | "Love Again (Akinyele Back)" (featuring Gangsta Boo)               | Meline • Render • Lola Mitchell    | El-P                                 | 3:45             |                  |                  |                  |                  |                  |
| 10.              | "Crown" (featuring Diane Coffee)                                   | Meline • Render • Shaun Fleming    | El-P • Little Shalimar               | 3:45             |                  |                  |                  |                  |                  |
| 11.              | "Angel Duster"                                                     | Meline • Render                    | El-P • Little Shalimar               | 5:09             |                  |                  |                  |                  |                  |
| 38:56            |                                                                    |                                    |                                      |                  |                  |                  |                  |                  |                  |